# Берёзово (Острогожский район)
Берёзово — село в Острогожскм районе Воронежской области. Административный центр Берёзовского сельского поселения.

## История
Село основано служилыми людьми Коротоякской крепости в 1652 году. В Российском государственном архиве древних актов сохранился документ «Об испомещении нововёрстаных детей боярских, Елизара Острецова со товарищи в Берёзовой Поляне».

## Население
| 1859 | 1897  | 1900  | 2000 | 2005 | 2007 | 2009 |
| ---- | ----- | ----- | ---- | ---- | ---- | ---- |
| 1002 | ↗1435 | ↗1482 | ↘540 | ↘505 | ↗518 | ↘482 |
| 2010 |       |       |      |      |      |      |
| ↗488 |       |       |      |      |      |      |

## Улицы
| - ул. 8 Марта, - пер. Аграрный, - пер. Гоголя, - ул. Клубная, - ул. Лесная, | - пер. Лесной, - ул. Молодёжная, - ул. Низовая, - пер. Овражный, - пер. Садовый, | - пер. Солодухин, - пер. Чехова, - ул. Центральная, - пер. Шевченко. |